# جردى عربية
جردى عربية (الاسم العلمي:Ochradenus arabicus) هي نوع من النباتات يتبع جنس الجردى من الفصيلة البليحائية.